# Acid tolfenamic
Axit tolfenamic (Clotam) là một thành viên của nhóm dẫn xuất axit anthranilic (hoặc fenamate) của các loại thuốc NSAID được phát hiện bởi các nhà khoa học tại Công ty Dược phẩm Medica ở Phần Lan. Giống như các thành viên khác trong lớp, nó là chất ức chế COX và ngăn ngừa sự hình thành của các tuyến tiền liệt.
Nó được sử dụng ở Anh như một phương pháp điều trị chứng đau nửa đầu. Nó thường không có sẵn ở Mỹ. Nó có sẵn ở một số nước châu Á, Mỹ Latinh và châu Âu như là một loại thuốc chung cho người và cho động vật.